# سرچماقی‌ها
سرچُماقی‌ها (Cordyceps) سرده‌ای از قارچ‌های کیسه‌ای هستند که ۴۰۰ گونه از آن‌ها تاکنون تشریح شده‌است.
تمامی سرچماقی‌ها زندگی انگلی دارند و بر بدن حشرات و بندپایان می‌رویند. چند گونه از آن‌ها نیز بر تنه سرچماقی‌های دیگر زندگی می‌کنند. شناخته‌شده‌ترین گونه آن قارچ کرم ابریشم است که در پزشکی سنتی تبت و چین کاربرد دارد.

## نگارخانه

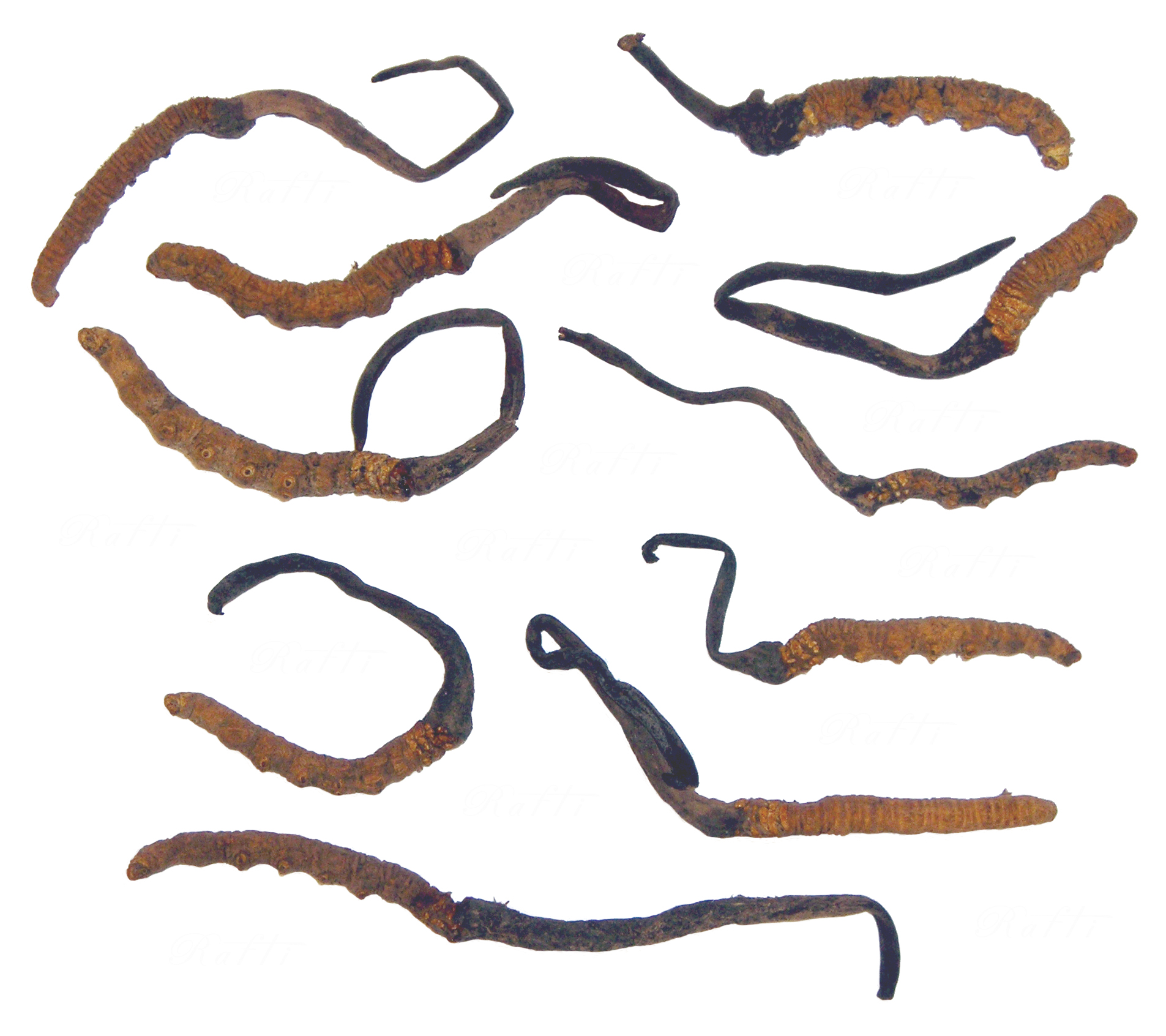
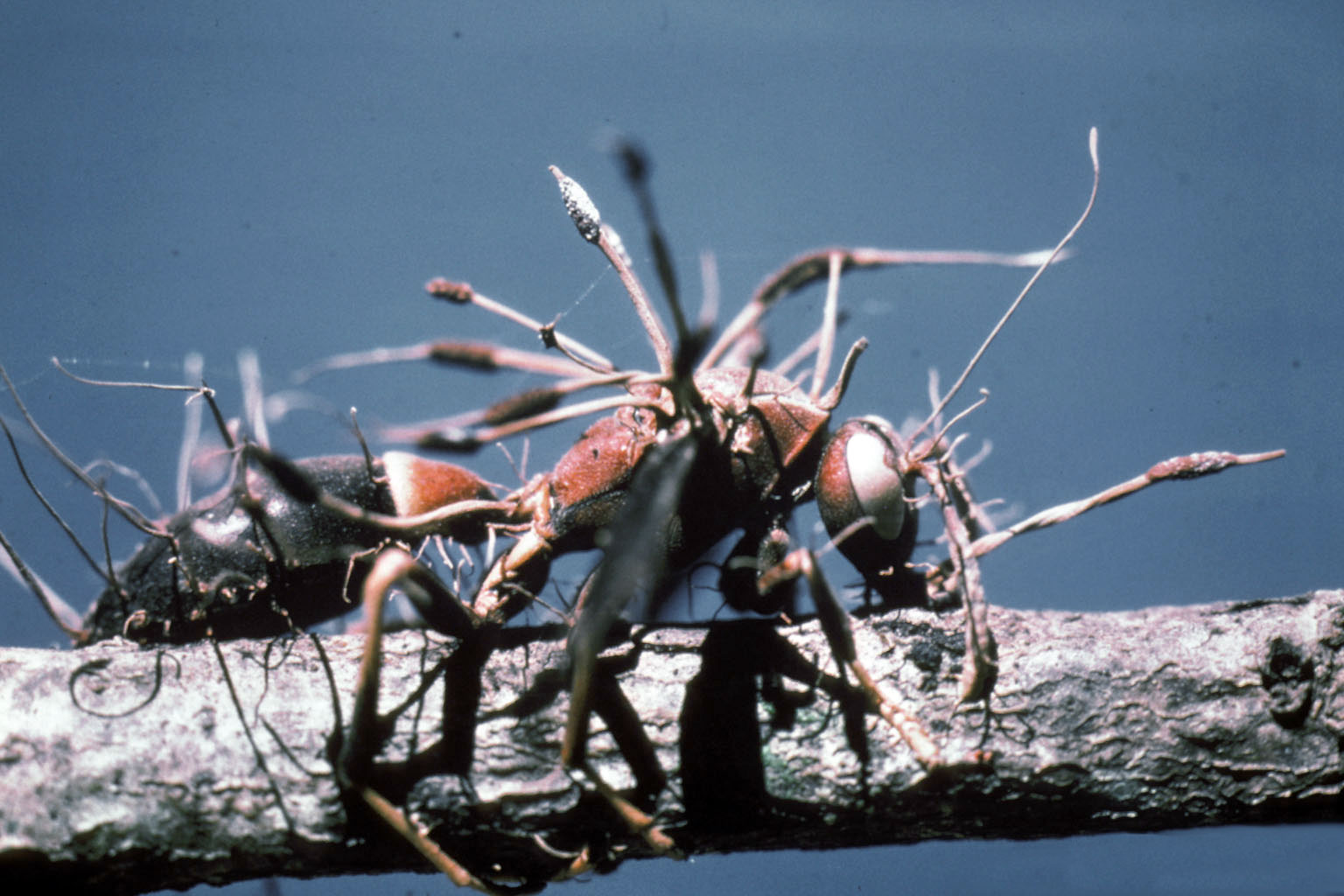
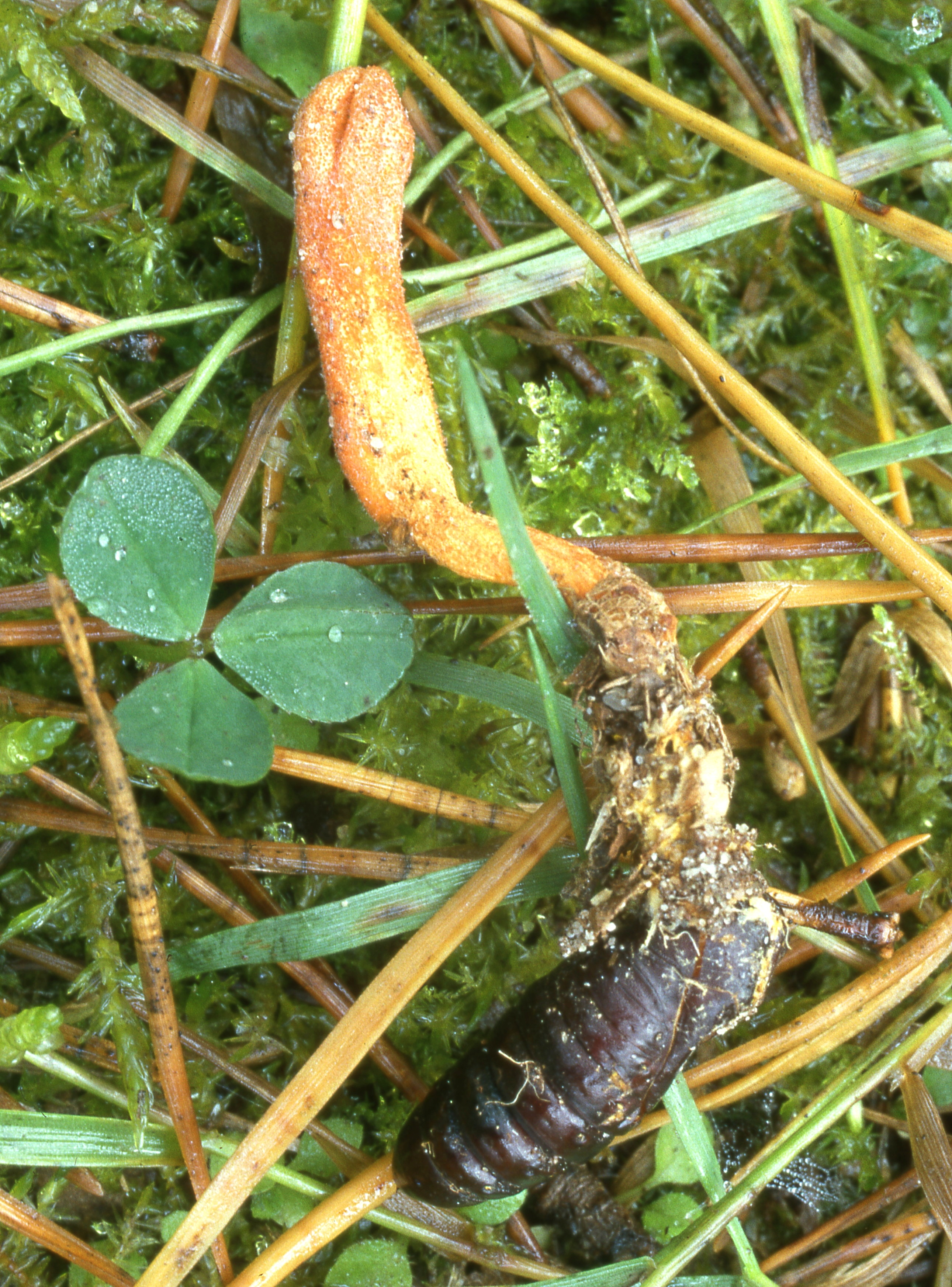
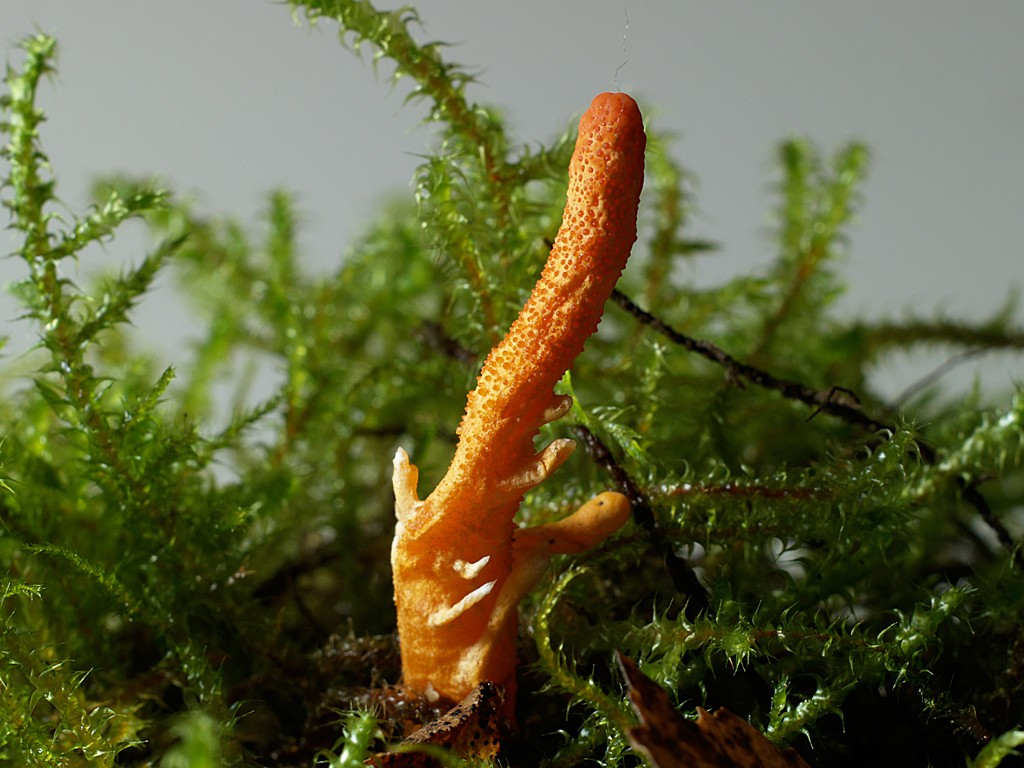
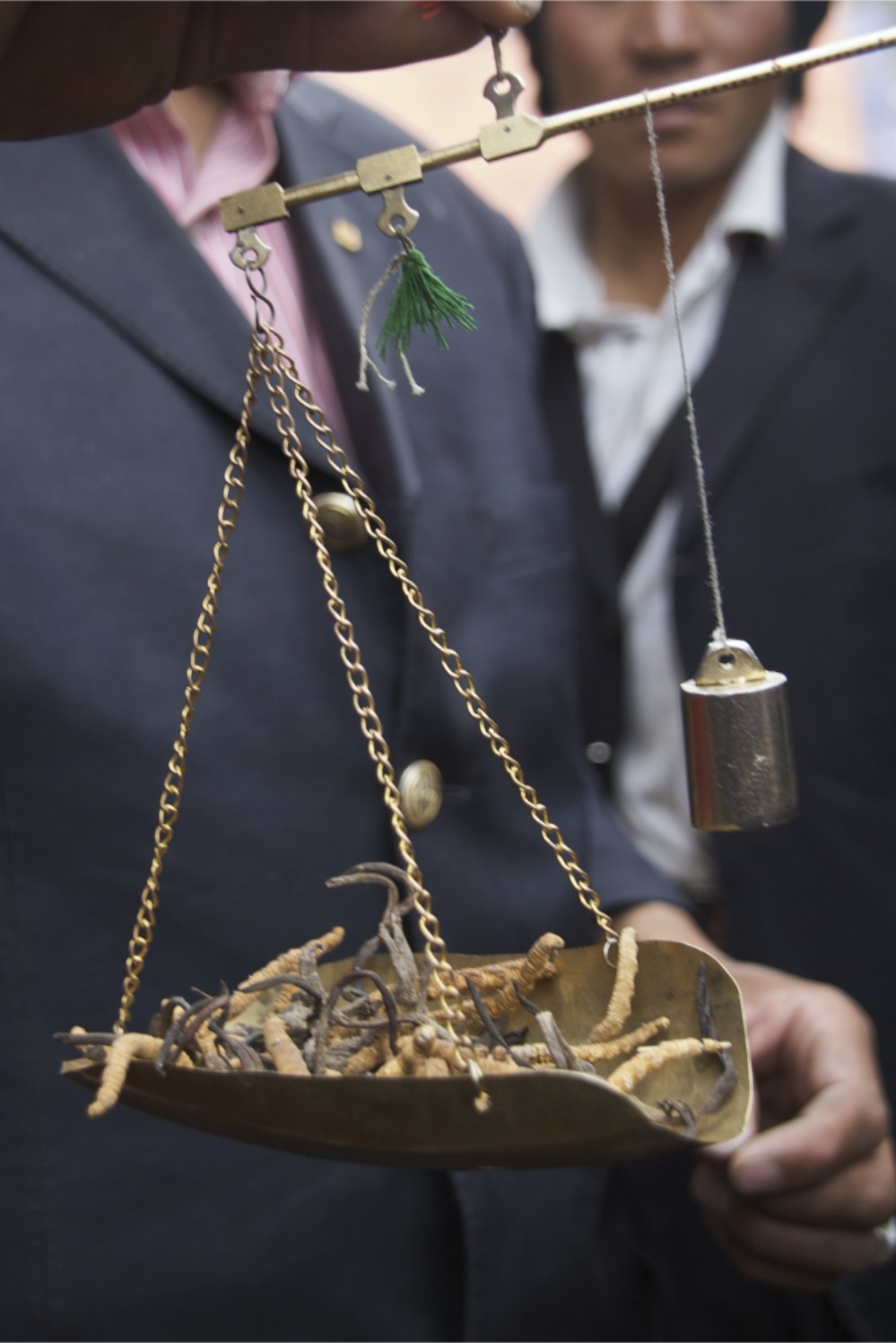
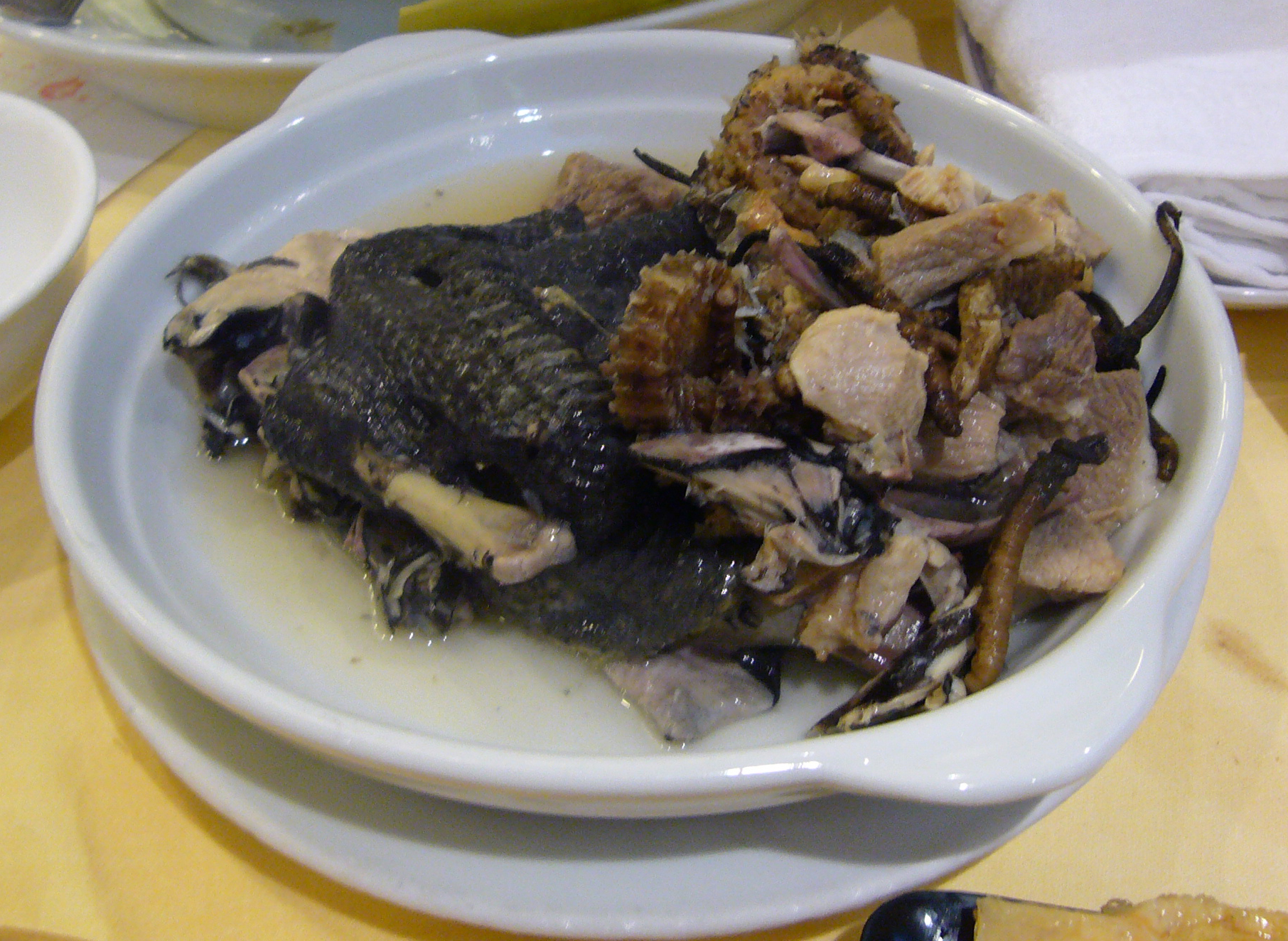